# Prentice Hall
Prentice Hall est un éditeur majeur d'ouvrages universitaires et scolaires.
Cette filiale des éditions Pearson est basée à Upper Saddle River, dans le New Jersey aux États-Unis. 

## Histoire
- 1913 : Création par le professeur Charles Gerstenberg et son étudiant Richard Ettinger. Gerstenberg et Ettinger prirent les noms de jeune fille de leurs mères respectivement : Prentice et Hall pour désigner leur entreprise.
- 1984 : rachat par Gulf+Western : PH est intégrée au groupe Simon & Schuster
- 1989 : Gulf+Western créé Paramount Communications pour englober ses filiales multimédias
- 1994 : Paramount est racheté par Viacom
- 1998 : Pearson rachète Simon & Schuster à Viacom